# Pantiuhîne, Novopskov
Pantiuhîne (în ucraineană Пантюхине) este un sat în comuna Hannusivka din raionul Novopskov, regiunea Luhansk, Ucraina.

## Demografie
Componența lingvistică a localității Pantiuhîne
     Ucraineană (89,04%)
     Rusă (10,96%)
Conform recensământului din 2001, majoritatea populației localității Pantiuhîne era vorbitoare de ucraineană (89,04%), existând în minoritate și vorbitori de rusă (10,96%).